# 1254 Erfordia
1254 Erfordia este un asteroid din centura principală, descoperit pe 10 mai 1932 de Juan Hartmann.